# Ibou Sané
Ibou Sané (* 28. März 2005 in Diégoune) ist ein senegalesischer Fußballspieler, der  beim FC Metz spielt.

## Karriere

### Verein
Sané begann seine fußballerische Ausbildung bei der AS Génération Foot, welche aus Dakar, der Hauptstadt Senegals stammt. Im Sommer 2023 wechselte er nach Frankreich zum Erstligisten FC Metz. Dort spielte er sowohl für die U19-Mannschaft als auch für das Reserveteam, für welche er nahezu in jedem Spiel traf. Für das Profiteam in der Ligue 1 debütierte er nach Einwechslung am dritten Spieltag gegen Clermont Foot bei einem 1:0-Sieg.

### Nationalmannschaft
Im Februar und März 2023 spielte Sané mit der senegalesischen U20-Nationalmannschaft zweimal bei dem U20-Afrika-Cup, wobei er einmal traf und mit dem Team das Turnier gewann.

## Erfolge
Senegal U20
- U20-Afrika-Cup-Sieger: 2023